# Peter Arzt-Grabner
Peter Johann Arzt-Grabner (* 8. März 1959 in Tamsweg) ist ein österreichischer römisch-katholischer Theologe und Neutestamentler.

## Leben
Das Studium der Theologie in Salzburg und Rom und Studium der Klassischen Philologie-Griechisch in Salzburg schloss er als Mag. theol. (Salzburg 1984), Mag. phil. (Salzburg 1985), Dr. theol. (Salzburg 1991) und mit der Habilitation für Papyrologie (Salzburg 2006) ab. Von 1987 bis 1998 war er Universitätsassistent und von 1998 bis 2007 Assistenzprofessor. Von Jänner bis Mai 2006 lehrte er als Gastprofessor für Papyrologie am Classics Department der Baylor University. Seit 1. März 2007 lehrt er als außerordentlicher Universitätsprofessor. Seit 2009 leitet er die Forschungsabteilung Papyrologie. Im August und September 2016 forschte er als Visiting Fellow am Department of Ancient History der Macquarie University.
Seine Arbeitsschwerpunkte sind Papyruskunde, Methoden der Bibelauslegung, Koiné-Griechisch, Textkritik und Alltagsleben der hellenistischen Zeit.

## Schriften (Auswahl)
- Bedrohtes Christsein. Zu Eigenart und Funktion eschatologisch bedrohlicher Propositionen in den echten Paulusbriefen (= Beiträge zur biblischen Exegese und Theologie. Band 26). Lang, Frankfurt am Main/Berlin/Bern/New York/Paris/Wien 1992, ISBN 3-631-45097-4 (zugleich Dissertation, Salzburg 1991).
- mit Michael Ernst, Wilhelm Niklas, Markus Bergmayr und Josef Falzberger: Sprachlicher Schlüssel zur Sapientia Salomonis (Weisheit). Sprachlicher Schlüssel zu den Deuterokanonischen Schriften (Apokryphen) des Alten Testaments. Band 1. Institut für Neutestamentliche Bibelwiss., Salzburg 1995, ISBN 3-901636-00-5.
  - mit Michael Ernst, Wilhelm Niklas, Markus Bergmayr und Josef Falzberger: Sprachlicher Schlüssel zur Sapientia Salomonis (Weisheit). Sprachlicher Schlüssel zu den Deuterokanonischen Schriften (Apokryphen) des Alten Testaments. Band 1. 2. unveränd. Aufl., Institut für Neutestamentliche Bibelwiss., Salzburg 1997, ISBN 3-901636-03-X.
- mit Michael Ernst, Wilhelm Niklas, Markus Bergmayr und Josef Falzberger: Sprachlicher Schlüssel zu Judit. Sprachlicher Schlüssel zu den Deuterokanonischen Schriften (Apokryphen) des Alten Testaments. Band 2. Institut für Neutestamentliche Bibelwiss., Salzburg 1997, ISBN 3-901636-02-1.
- Philemon (= Papyrologische Kommentare zum Neuen Testament. Band 1). Vandenhoeck und Ruprecht, Göttingen 2003, ISBN 3-525-51000-4 (zugleich Habilitationsschrift, Salzburg 2006).
- mit Ruth E. Kritzer, Amphilochios Papathomas und Franz Winter:  1. Korinther (= Papyrologische Kommentare zum Neuen Testament. Band 2). Vandenhoeck und Ruprecht, Göttingen 2006, ISBN 3-525-51001-2.
- 2. Korinther (= Papyrologische Kommentare zum Neuen Testament. Band 4). Vandenhoeck und Ruprecht, Göttingen 2014, ISBN 3-525-51002-0.
- als Herausgeber mit Christina M. Kreinecker: Light from the East. Papyrologische Kommentare zum Neuen Testament. Akten des internationalen Symposions vom 3. – 4. Dezember 2009 am Fachbereich Bibelwissenschaft und Kirchengeschichte der Universität Salzburg (= Philippika. Altertumswissenschaftliche Abhandlungen. Band 39). Harrassowitz, Wiesbaden 2010, ISBN 978-3-447-06291-6.